# Разумов, Александр Кириллович
Алекса́ндр Кири́ллович Ра́зумов (20 февраля [5 марта] 1909; деревня Малюшино, Вятская губерния — 21 января 2003, Москва) — Герой Советского Союза (1945), полковник (1944).

## Биография
Родился 20 февраля (5 марта) 1909 года в деревне Малюшино Чистопольской волости Котельничского уезда Вятской губернии. В 1925 году окончил 9 классов школы в селе Арбаж. В 1925—1926 годах работал учеником технического секретаря Красавского волостного комитета партии и учеником бухгалтера в Ленинском обществе потребителей (Шабалинский район Кировской области).
В 1929 году окончил промышленно-экономический техникум в Вятке. В 1929—1930 — участковый инструктор Яранского отделения Котельничского окружного потребсоюза, в 1930—1931 — инструктор-ревизор Котельничского райпотребсоюза, в ноябре-декабре 1931 — заведующий торговым отделом Котельничского лесного рабочего кооператива.
В армии с декабря 1931 года. В 1932 году окончил курсы одногодичников. До 1940 года служил в пехоте командиром взвода, командиром роты, заместителем начальника и начальником полковой школы (в Украинском и Киевском военных округах). В 1941 году окончил ускоренный курс Военной академии имени М. В. Фрунзе.
Участник Великой Отечественной войны: в октябре 1941 — помощник начальника оперативного отдела штаба 1-го гвардейского стрелкового корпуса (Брянский фронт) и помощник начальника оперативного отделения оперативного отдела штаба 26-й армии (Брянский фронт), в октябре 1941 — декабре 1943 — помощник и старший помощник начальника оперативного отделения оперативного отдела штаба 50-й армии (Западный, Брянский и Белорусский фронты). Участвовал в Орловско-Брянской операции, обороне Тулы, Тульской и Калужской операциях, оборонительных боях на юхновском направлении, Ржевско-Вяземской, Орловской, Смоленской, Брянской и Гомельско-Речицкой операциях.
В декабре 1943 — ноябре 1944 — командир 837-го стрелкового полка 238-й стрелковой дивизии (Белорусский, 1-й и 2-й Белорусские фронты). Участвовал в Могилёвской, Минской и Осовецкой операциях. Особо отличился в боях в конце июня 1944 года при прорыве обороны противника в районе города Чаусы (Могилёвская область, Белоруссия), а затем при форсировании рек Бася, Реста и Днепр. Полк под его командованием 28 июня 1944 года одним из первых ворвался в город Могилёв, разгромил остатки вражеской дивизии, в уличных боях уничтожил более тысячи гитлеровцев, взял в плен 440 солдат и офицеров (в том числе 2 генералов).
За умелое командование полком, мужество и героизм, проявленные в боях, указом Президиума Верховного Совета СССР от 24 марта 1945 года полковнику Разумову Александру Кирилловичу присвоено звание Героя Советского Союза с вручением ордена Ленина и медали «Золотая Звезда».
В ноябре 1944 — марте 1945 — начальник штаба 238-й стрелковой дивизии, в марте-мае 1945 — начальник штаба 191-й стрелковой дивизии. Воевал на 2-м Белорусском фронте. Участвовал в Восточно-Прусской, Восточно-Померанской и Берлинской операциях.
В 1948 году окончил Военную академию Генштаба. В 1948—1953 — начальник оперативного отдела и заместитель начальника оперативного управления штаба Дальневосточного военного округа. В 1953—1958 — старший преподаватель кафедры тактики высших соединений и кафедры оперативно-тактической подготовки Военной академии имени М. В. Фрунзе. С декабря 1958 года полковник А. К. Разумов — в запасе.
Жил в Москве. Умер 21 января 2003 года. Похоронен на Николо-Архангельском кладбище в Москве.

## Награды
- Герой Советского Союза (24.03.1945);
- два ордена Ленина (24.03.1945; 30.12.1956);
- три ордена Красного Знамени (7.07.1944; 15.09.1944; 15.11.1950);
- два ордена Отечественной войны 1-й степени (2.06.1945; 11.03.1985);
- два ордена Красной Звезды (27.12.1942; 30.04.1947);
- медали.

## Комментарии
1. ↑  11 ноября 1974 года населённые пункты Малюшино и Чистополье объединены в один населённый пункт Чистополье, ныне — в Котельничском районе, Кировская область[2].